# Lambeth Palace

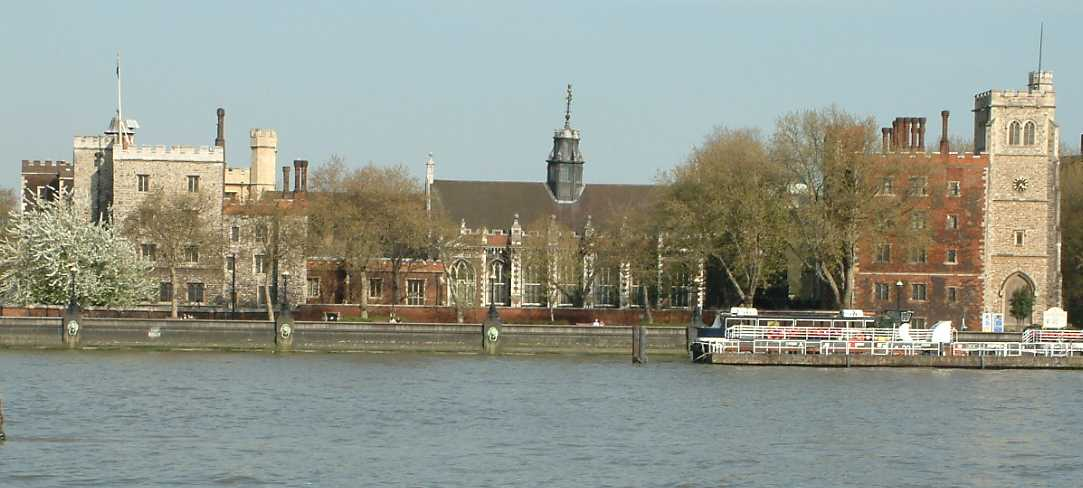
Lambeth Palace, Westseite, mit der Themse im Vordergrund

Lambeth Palace um 1910

Lambeth Palace ist die offizielle Londoner Bischofsresidenz des Erzbischofs von Canterbury. Sie befindet sich in Lambeth am rechten Ufer der Themse, wenige hundert Meter stromaufwärts schräg gegenüber dem Palace of Westminster.
Der Erzbischof von Canterbury errichtete den Palast um das Jahr 1200, nachdem das Domkapitel den Bau einer großen Kirche fernab seiner Kathedrale abgelehnt hatte. Heute ist es als Namensgeber und ehemalige Tagungsstätte (1867–1968) der alle zehn Jahre stattfindenden Lambeth-Konferenz, einer Zusammenkunft der wichtigsten anglikanischen Bischöfe, bekannt.

## Architektur
Das älteste erhaltene Gebäude ist die am Kreuzgang gelegene Palastkapelle im Early English Style. Vor Mitte des 15. Jahrhunderts entstand der Lollards Tower mit dem Kerker. Das 1495 vollendete Torhaus im Tudorstil ist noch ein gotischer Backsteinbau. Die mittelalterliche Great Hall (Große Halle) wurde im Bürgerkrieg von Truppen Oliver Cromwells vernichtet, sogar das Material wurde abgeräumt. Ersetzt wurde sie durch Willian Juxon, den wieder eingesetzten Bischof von London und nun auch Erzbischof von Canterbury, 1660–1663 in einer Mischung aus spätgotischen Formen und klassizistischem Barock als Backsteinbau mit viel Werksteindekor. Die Deckenkonstruktion wurde als Hammerbeam Roof errichtet, eine für die englische Gotik typische Form des Dachstuhls. 1834 wurde der Bischofspalast in neugotischem Stil erweitert, orientiert an der Architektur von Colleges.
2021 erhielt die bis dahin in der Great Hall untergebrachte Bibliothek ein neues Gebäude.

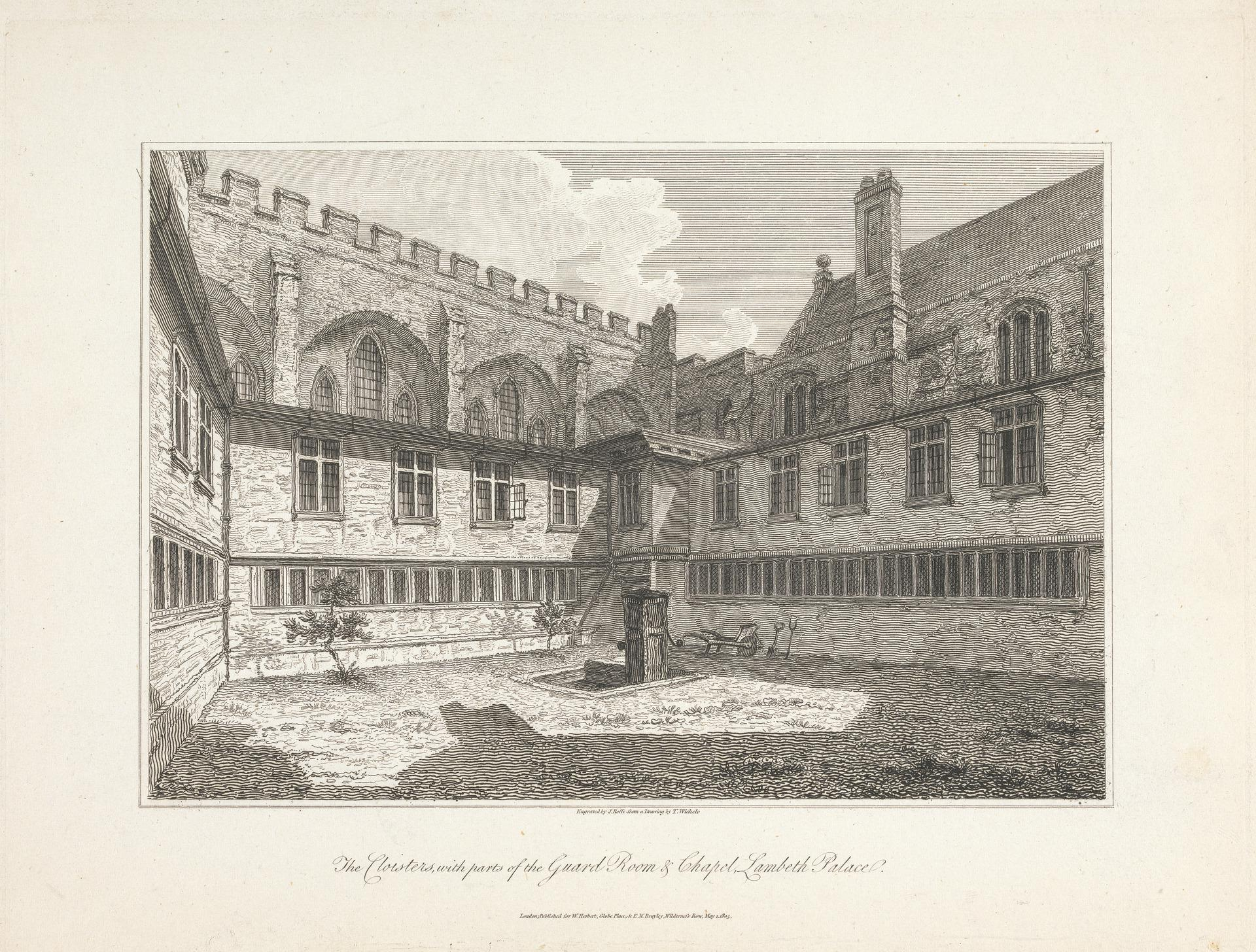
Kreuzgang: halb links die Kapelle (Early English, 12./13. Jh.)
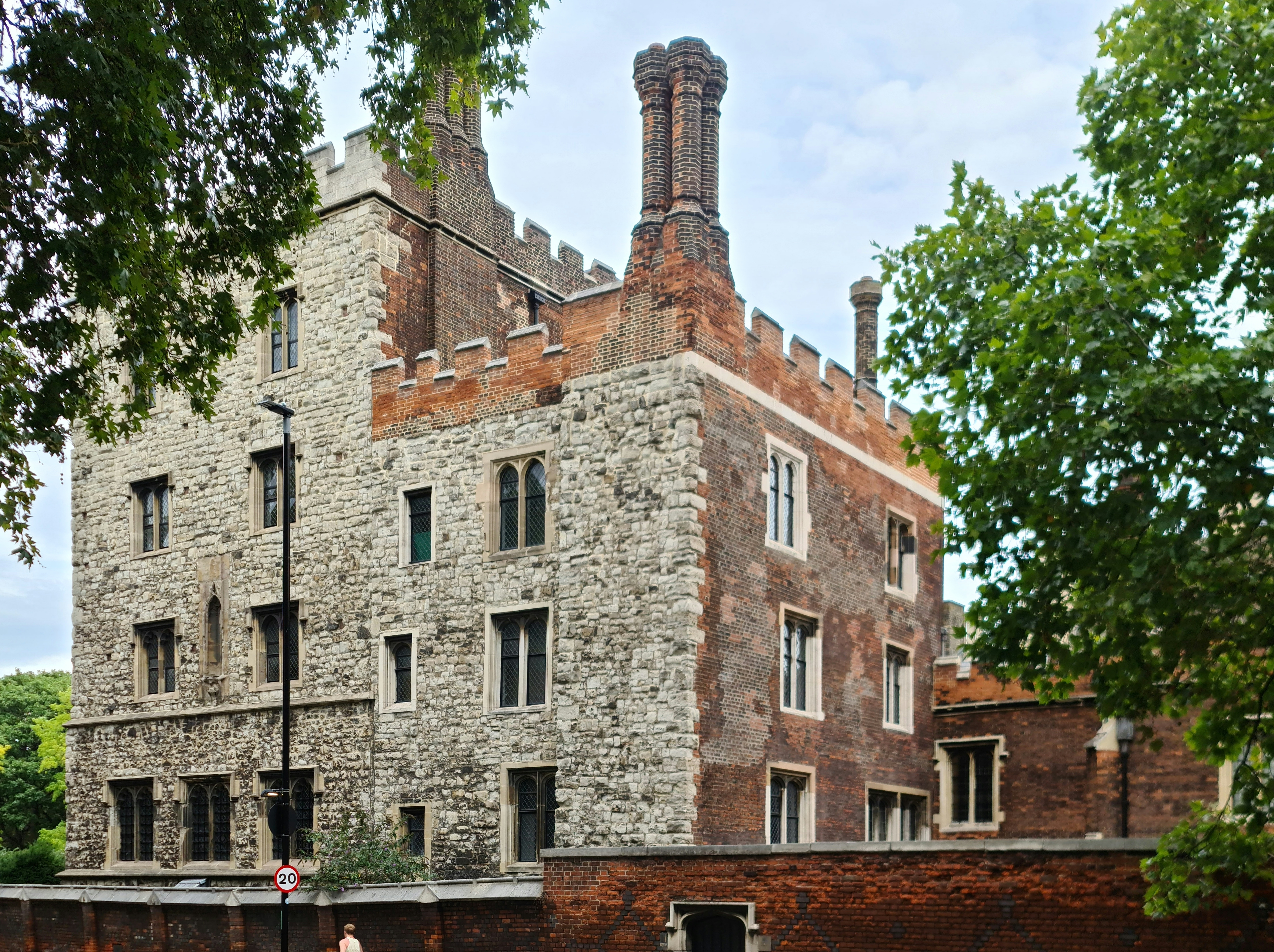
Links Lollards Tower (1435–1440), rechts Lauds Tower
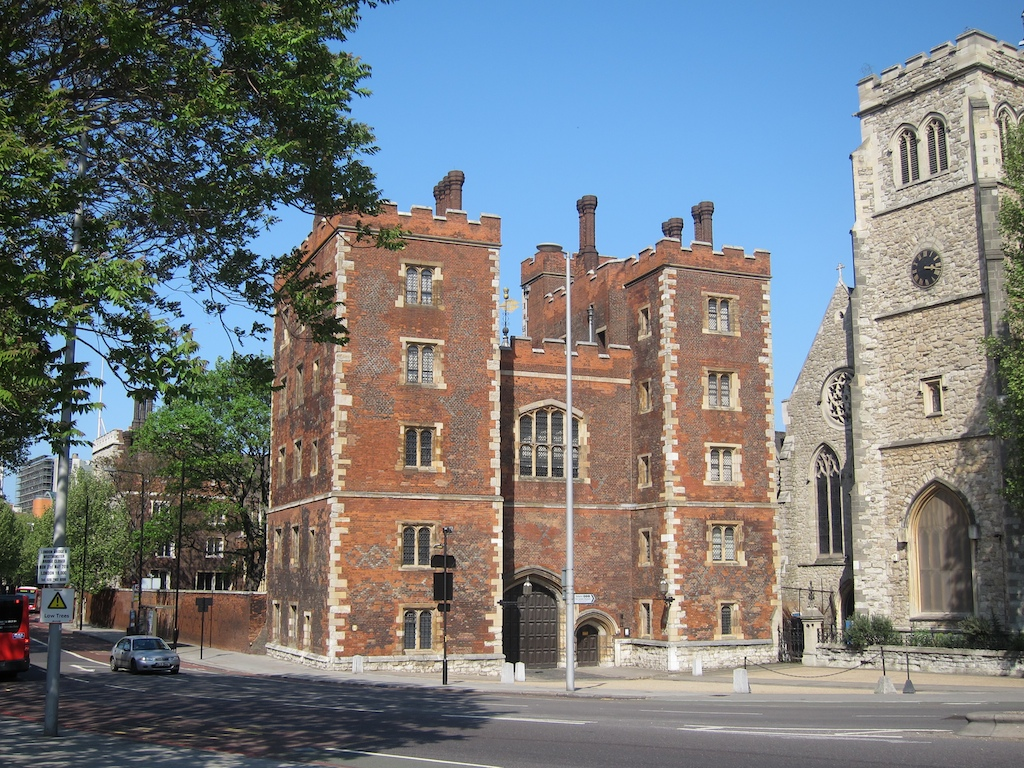
Torhaus, 1495 vollendet
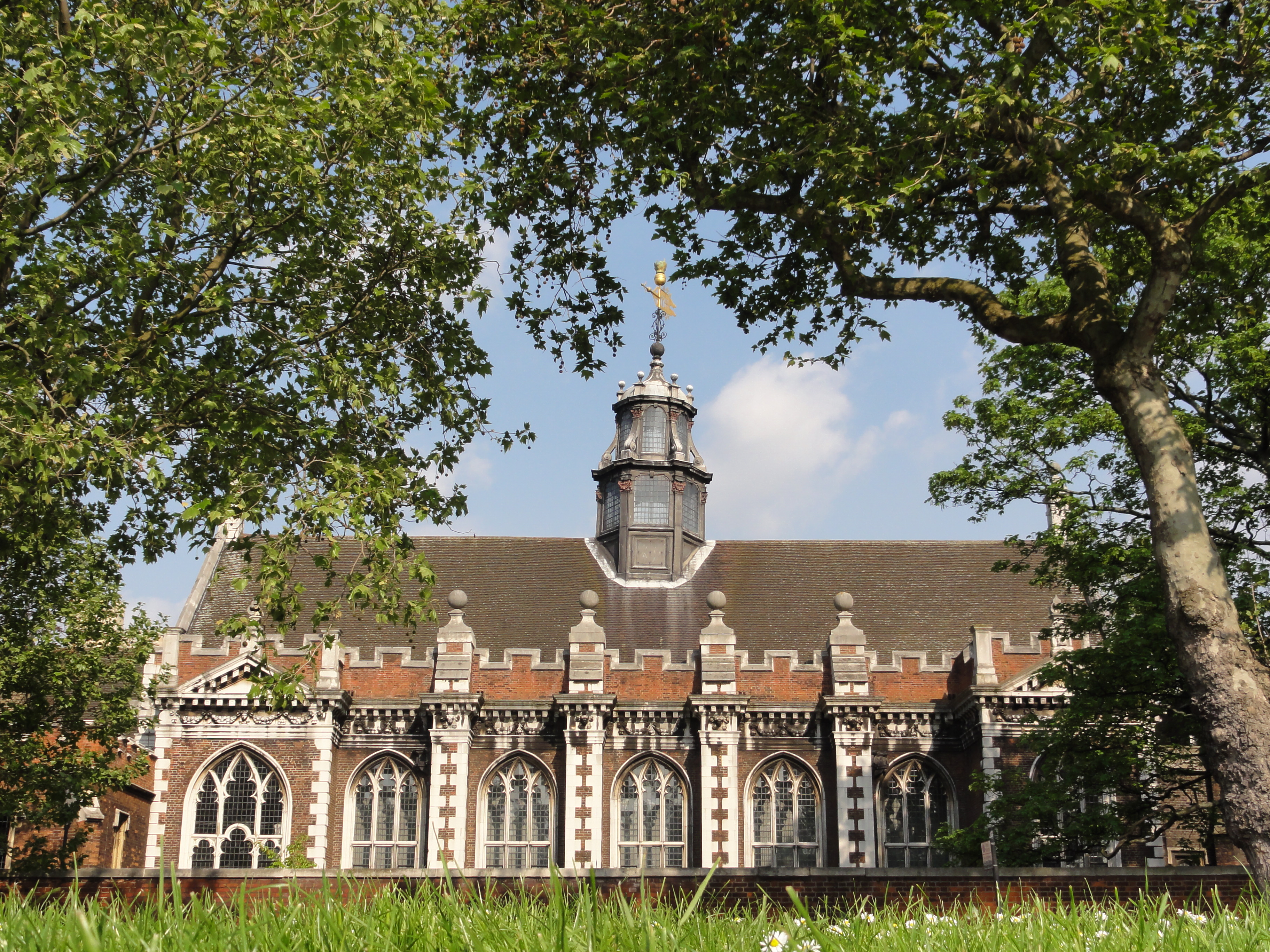
Great Hall, 1663 wiederaufgebaut
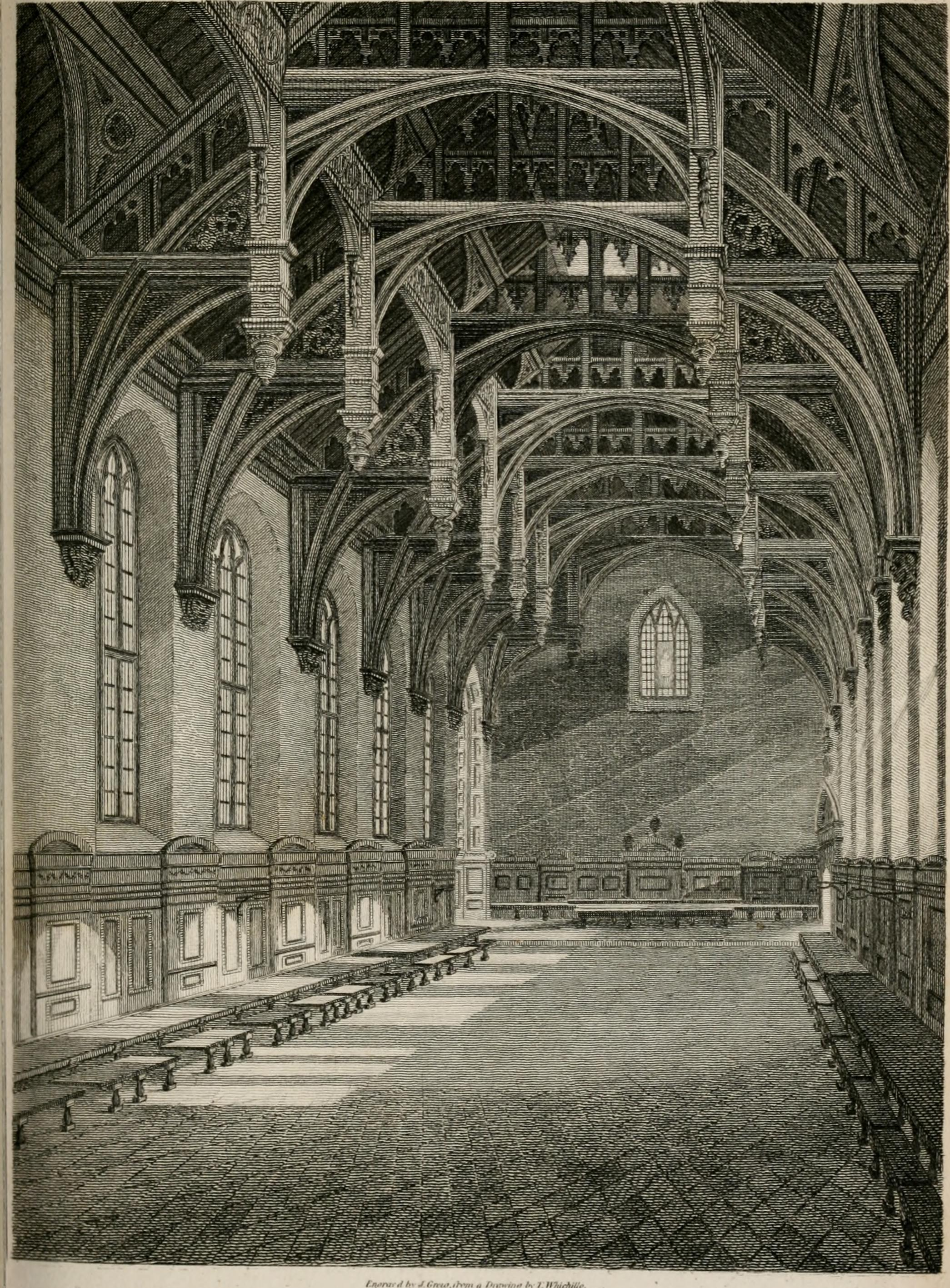
Dachstuhl der Great Hall
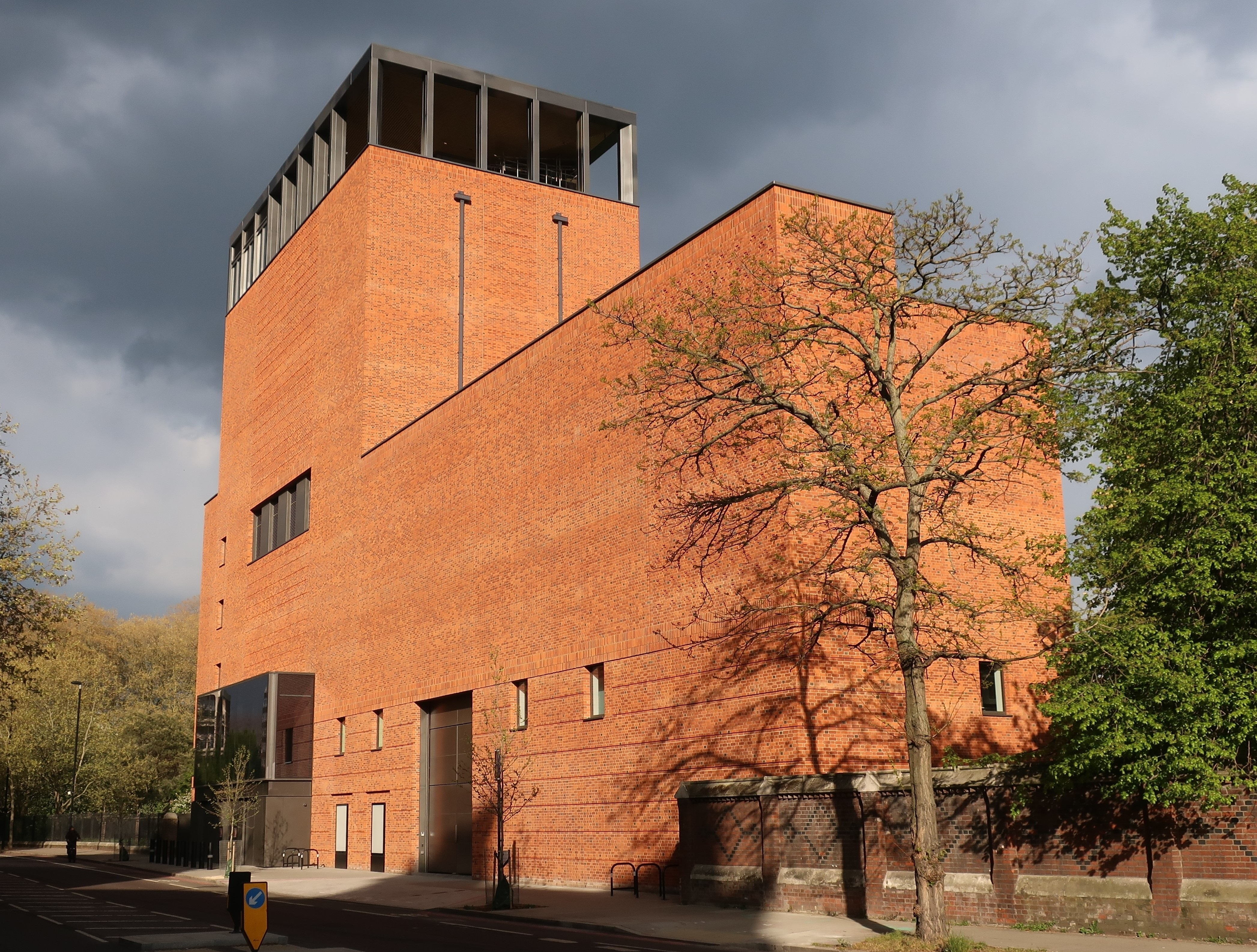
Lambeth Palace Library, 2021

## Lambeth Palace Garden
Der Park von Lambeth Palace erstreckt sich vom Palast ausgehend etwa 400 m weit nach Norden, von der Themse heute durch die Gebäude des King’s College und durch die Lambeth Palace Road getrennt. Er wurde schon früh mit seltenen und wertvollen Pflanzen ausgestattet und fungiert heute als Botanischer Garten.

## Lambeth Palace Library
Am Nordende des Lambeth Palace Garden steht die Lambeth Palace Library, die offizielle Bibliothek des Erzbischofs von Canterbury und der wichtigste Aufbewahrungsort für die Unterlagen der Kirche von England. Sie bezeichnet sich selbst als „die größte religiöse Sammlung außerhalb des Vatikans“.
Im Jahre 2010 fand die Ausstellung Treasures of Lambeth Palace Library im Palast statt. Sie zeigte unter anderem die private Sammlung des Erzbischofs Richard Bancroft, der diese bei seinem Tode am 2. November 1610 der Bibliothek vermachte.